# Frédéric Ndaka
Frédéric Ndaka (ur. 30 września 1985 w Gisenyi) – rwandyjski piłkarz grający na pozycji lewego obrońcy. W swojej karierze rozegrał 10 meczów w reprezentacji Rwandy.

## Kariera klubowa
Swoją karierę piłkarską Ndaka rozpoczął w klubie Rayon Sports FC. W sezonie 2006 zadebiutował w jego barwach w pierwszej lidze rwandyjskiej. W sezonie 2006/2007 wywalczył z nim wicemistrzostwo Rwandy. W latach 2007–2010 był zawodnikiem Etincelles FC, a w latach 2010-2015 - Police FC. Dwukrotnie został z nim wicemistrzem kraju w sezonach 2011/2012 i 2012/2013 oraz zdobył Puchar Rwandy w 2015 roku. W 2015 odszedł do kenijskiego AFC Leopards, a w latach 2016-2017 grał w AS Kigali FC. W sezonie 2017/2018 był zawodnikiem OC Bukavu Dawa, w którym zakończył karierę.

## Kariera reprezentacyjna
W reprezentacji Rwandy Ndaka zadebiutował 25 marca 2007 w przegranym 1:3 meczu kwalifikacji do Pucharu Narodów Afryki 2008 z Gwineą Równikową, rozegranym w Malabo. Od 2007 do 2013 wystąpił w kadrze narodowej 10 razy.